# Bora Drljača

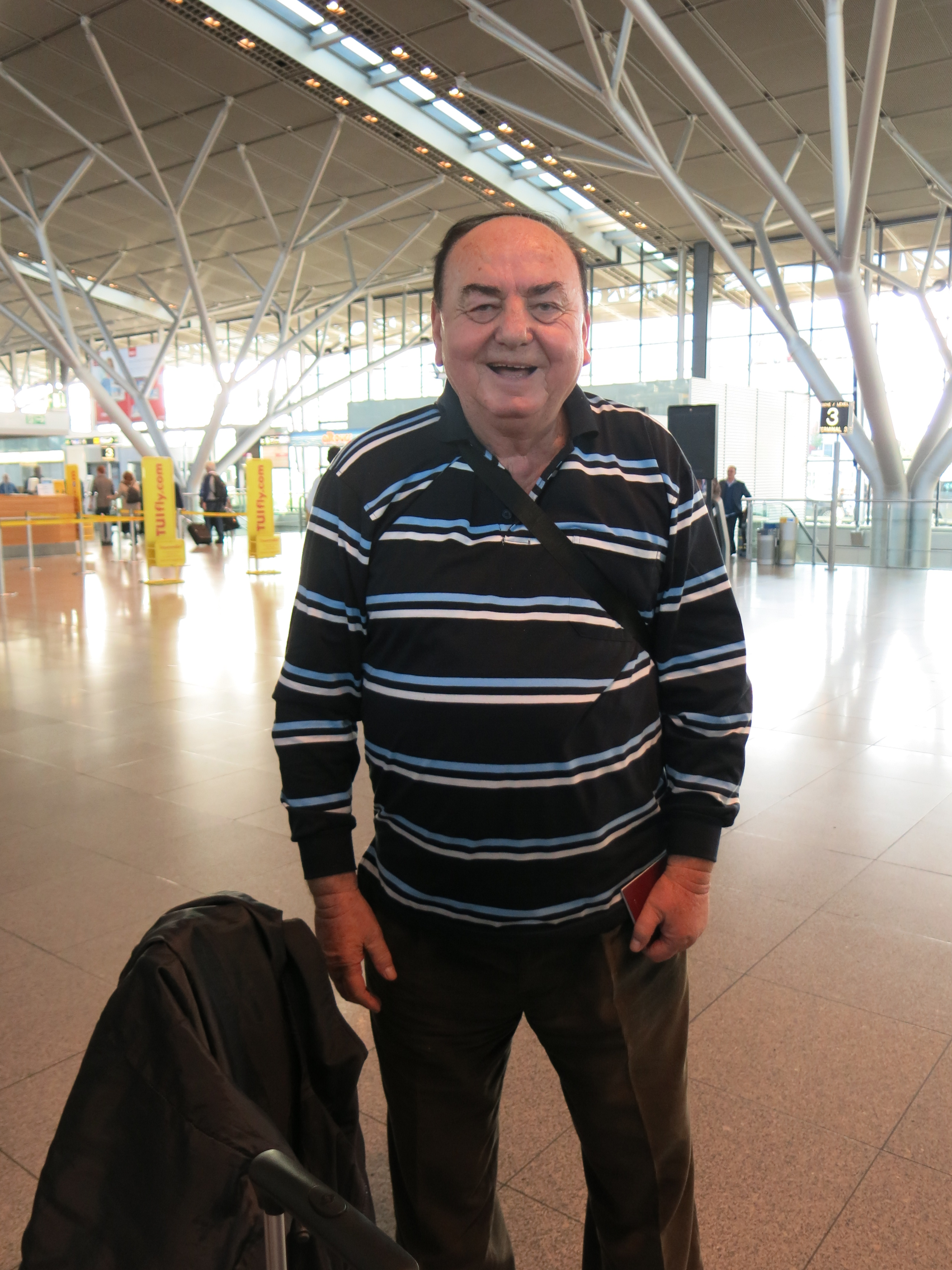
Bora Drljača

Borislav „Bora“ Drljača (serbisch-kyrillisch Борислав „Бора“ Дрљача; * 29. August 1941 in Donja Suvaja, Bosnien und Herzegowina; † 11. Oktober 2020 in Belgrad, Serbien) war ein bosnisch-serbischer Folk-Sänger.

## Leben
Drljača wurde während des Zweiten Weltkriegs im faschistischen Unabhängigen Staat Kroatien geboren. Seine Mutter wurde von den ustaša Soldaten des faschistischen Unabhängigen Staaten Kroatien ermordet, als er noch ein Kleinkind war. 
1973 begann seine Karriere mit dem Lied „Sarajevo divno Mesto“ (Schöner Ort Sarajevo). Sein größter Hit ist „Plači mala plači“ (Weine, kleine, weine), welchen der Sänger Baja Mali Knindža für ihn schrieb, sein am meisten angeklicktestes Lied auf YouTube (über 4 Millionen Aufrufe) ist Stari vuk (alter Wolf) 2004. 
Drljača war Witwer und lebte in Belgrad. Er hatte zwei Söhne.
Er starb im Krankenhaus nach mehreren Operationen in Belgrad am 11. Oktober 2020 im Alter von 79 Jahren, nach einer langen und schweren Krankheit.

## Alben
- 1973 – Sarajevo divno Mesto
- 1974 – Za Ljubav Tvoju
- 1975 – Ti si sve sto zelim
- 1976 – Krajisnici gde cemo na prelo
- 1978 – Pjevaj mi, pjevaj sokole
- 1980 – Boro i Gordana Runjajic
- 1981 – Bora Drljača
- 1982 – Jugosloven
- 1984 – Nas Dvoje Veze Ljubav
- 1985 – Hitovi Jugodisk BDN 0661
- 1985 – Čovjek sam iz naroda
- 1986 – Pjevaj Srce
- 1988 – Ala vera majstore
- 1990 – Ko te uze zlato moje
- 1990/91 – Krajino, Krajino
- 1991 – Ja sam čovek za tebe
- 1991 – Nedam Krajine
- 1995 – Nema raja bez svog zavicaja
- 1996 – Krajišnik sam ja
- 1998 – Sine Sine
- 1999 – Raca II
- 2002 – Car Ostaje car
- 2004 – Bora Drljaca Uzivo
- 2004 – Stari vuk
- 2007 – Brbljivica